# عرب العليقات
عرب العليقات إحدى قرى مركز الخانكة التابع لمحافظة القليوبية بجمهورية مصر العربية.

## السكان
بلغ عدد سكان عرب العليقات 21,809 نسمة، حسب الإحصاء الرسمي لعام 2006.